# Čchunčchon
Čchunčchon (korejsky 춘천) je jihokorejské město a zároveň hlavní město provincie Kangwon. Na území o rozloze 1 116 km² zde žije přibližně 259 000 obyvatel (údaj z roku 2007).

## Geografie
Čchunčchon se nachází v severovýchodní části Korejské republiky, v provincii Kangwon. U města pramení řeky Hangang a Sojanggang. Čchunčchon je obklopen množstvím jezer, z nichž nejznámější jsou Sojang a Uiam.

## Dějiny
První poznatky území dnešního města Čchunčchon se datují 1 000 let do minulosti. V roce 757 se město jmenovalo Saku. Dnešní název se používá od roku 1413. V roce 1896 se Čchunčchon stal hlavním městem provincie Kangwon. Během korejské války bylo celé město zničeno.

## Kultura a zajímavosti

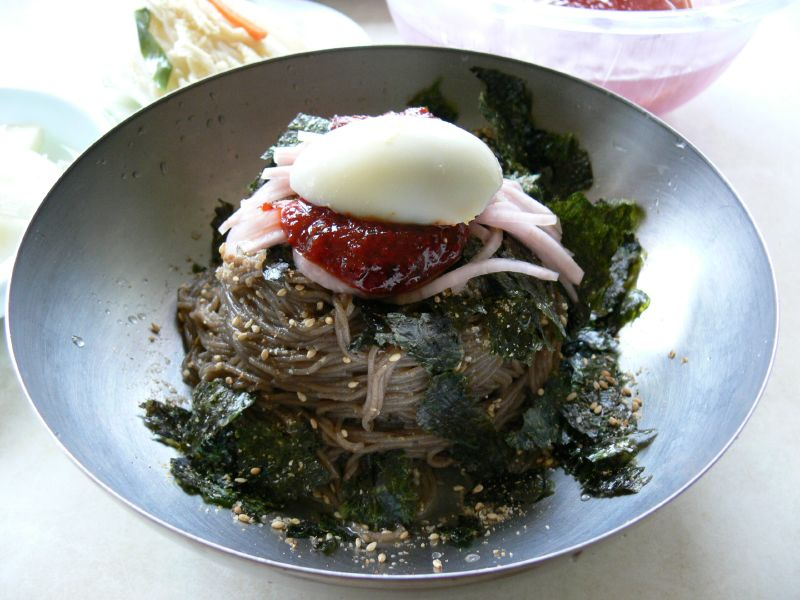
Makguksu, typické jídlo

Čchunčchon je známý dlouholetou tradicí každoročního pořádání různých festivalů a kulturních akcí. V jarním období se zde koná Mezinárodní festival mimů a klaunů (Spring Season Art Festival). Během letních dnů město pořádá Mezinárodní festival animace a Festival panenek a maňásků. Každý podzim je Čchunčchon dějištěm běžeckého maratonu.
Festival Makguksu je zajímavou každoroční akcí. Makguksu je název nejznámější a typické kulinářské speciality Čchunčchonu.

## Školství
Ve městě se nacházejí 3 vysoké školy: Čchunčchonská národní univerzita vzdělávání (od roku 1939), Kangwonská národní univerzita (od roku 1947) a soukromá Univerzita Hall (od roku 1982).

## Doprava

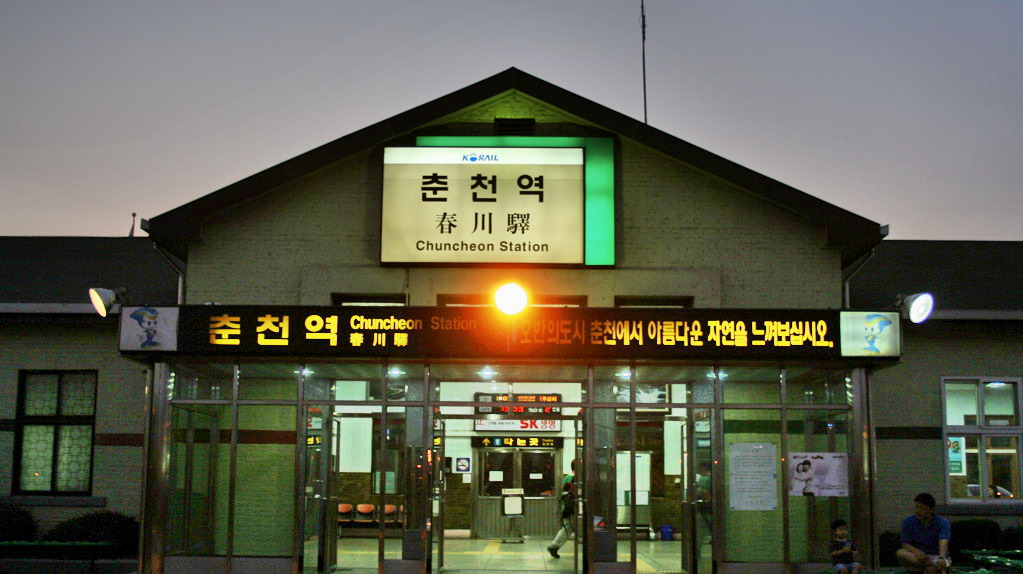
Budova železniční stanice

### Silniční doprava
Na severu města je dálnice Čungang kosoktoro (중앙 고속도로), vybudovaná a uvedená do provozu v roce 2001. Je napojena na dálnici Tegu-Pusan kosoktoro (대구 부산 고속도로), která spojuje města Tegu a Pusan. Její číselné označení je 55 a délka trasy je 289 kilometrů.

### Železniční doprava
Čchunčchon je napojen na jednokolejné železniční spojení Kjongčchun (경춘), které ho spojuje s hlavním městem Soul. Linku provozuje společnost Korais. Začátkem roku 2007 se začalo s přípravou a výstavbou dvoukolejné elektrické tratě.

## Partnerská města
- Addis Abeba, Etiopie (2. květen 2004)
- Hófu, Japonsko (29. říjen 1991)
- Kakamigahara, Japonsko (25. červenec 2005)
- Nan-jang, Čínská lidová republika (15. září 2012)
- Okres Higašišikuma, Japonsko (8. červen 1984)